# Castelnuovo di Ceva
Castelnuovo di Ceva är en ort och kommun i provinsen Cuneo i regionen Piemonte i Italien. Kommunen hade 100 invånare (2018).